# روسکایا شویتساریا
روسکایا شویتساریا (به لاتین: Russkaya Shveytsariya) یک منطقهٔ مسکونی در روسیه است که در باشقیرستان واقع شده‌است.